# گلودرد
گلودرد (sore throat) که به throat pain نیز معروف است، عبارت است از درد یا سوزش گلو. علل شایع ایجاد کننده گلودرد عبارتند از:
- عفونت‌های ویروسی
- عفونت باکتریایی ناشی از عفونت استرپتوکوکی گروه (A) ‎(group A     streptococcal infection)‎ [۲]
- فارنژیت     ( التهاب گلو)
- تونسیلیت     (التهاب لوزه‌ها) یا کم‌آبی بدن که منجر به خشک شدن گلو می‌شود. [نیازمند     منبع]

اکثر گلودردها ناشی از یک ویروس هستند که مصرف آنتی‌بیوتیک برای درمان آنها مفید نیست. ارتباطی قوی بین استفاده نادرست از آنتی‌بیوتیک و مقاومت آنتی‌بیوتیکی نشان داده شده است.
برای گلودرد ناشی از باکتری (GAS)، درمان با آنتی‌بیوتیک‌ها ممکن است به بهبود سریع‌تر فرد کمک کند، خطر گسترش عفونت باکتریایی را کاهش دهد، از ایجاد آبسه‌های خلفی حلق و گلو پیشگیری کند و خطر بروز دیگر عوارض را مانند بیماری‌های تب روماتیسمی و روماتیسم قلبی کاهش دهد. در اکثر کشورهای توسعه یافته، بیماری‌های پس از ابتلا به عفونت استرپتوکوکی بسیار کمتر دیده می‌شوند. به همین دلیل، آگاهی‌بخشی و نوآوری‌های سلامت عمومی به منظور ترویج به حداقل رساندن استفاده از آنتی‌بیوتیک‌ها در عفونت‌های ویروسی مورد توجه قرار گرفته است.
تقریبا ۳۵ درصد از گلودردهای دوران کودکی و ۵ تا ۲۵ درصد از گلودردهای بزرگسالان ناشی از عفونت باکتریایی استرپتوکوک گروه A است. گلودردهایی که «استرپتوکوک غیر گروه A» هستند، احتمالا در اثر یک عفونت ویروسی ایجاد می‌شوند. گلودرد یک دلیل رایج برای مراجعه افراد به پزشکان بخش مراقبت‌های اولیه و دلیل اصلی تجویز آنتی‌بیوتیک توسط پزشکان مراقبت‌های اولیه مانند پزشکان خانواده است. در ایالات متحده، گلودرد حدود ۱ درصد از کل مراجعات را به بخش اورژانس بیمارستانی، مطب پزشکان و کلینیک‌های پزشکی، و کلینیک‌های سرپایی تشکیل می‌دهد (بیش از ۷ میلیون ویزیت برای بزرگسالان و ۷ میلیون ویزیت برای کودکان در سال).

## تعریف
گلودرد عبارت است از دردی که در هر جایی از گلو احساس می‌شود.

## تظاهرات بیماری
نشانه‌های گلودرد عبارتند از:
- احساس     خراشیدگی در گلو[۵]
- درد     در هنگام بلع
- ناراحتی     هنگام صحبت کردن
- احساس     سوزش در گلو
- تورم     در گردن [۵]

## تشخیص
شایع‌ترین علت (۸۰ درصد) بروز فارنژیت حاد ویروسی، عفونت ویروسی گلو است. علل دیگر آن عبارتند از عفونت‌های باکتریایی (مانند استرپتوکوک گروه A یا فارنژیت استرپتوکوکی)، تروما، و تومورها. بیماری ریفلاکس اسید معده به مری می‌تواند باعث برگشت اسید معده به گلو و همچنین باعث درد گلو شود.افارنژیت استرپتوکوکی در کودکان، ۳۵ تا ۳۷ درصد از موارد گلودرد را تشکیل می‌دهد.
نشانه‌های عفونت ویروسی و عفونت باکتریایی ممکن است بسیار مشابه هم باشند. برخی از دستورالعمل‌های بالینی پیشنهاد می‌کنند که علت گلودرد پیش از تجویز آنتی‌بیوتیک تأیید شده و تجویز آنتی‌بیوتیک‌ها را فقط برای کودکانی توصیه می‌کنند که در معرض خطر بالای ابتلا به عوارض غیر چرکی قرار دارند. عفونت استرپتوکوک گروه A را می‌توان با کشت گلو یا آزمایش سریع تشخیص داد. به منظور انجام کشت گلو، نمونه‌ای از گلو (که با استفاده از سواب به دست می‌آید) روی صفحه خون آگار کشت داده می‌شود تا وجود استرپتوکوک گروه A تأیید شود. کشت گلو برای افرادی مؤثر است که تعداد پائین باکتری دارند (حساسیت بالا)، با این حال، معمولا حدود ۴۸ ساعت طول می‌کشد تا نتایج کشت گلو حاصل شوند.
پزشکان اغلب فقط بر اساس علائم و نشانه‌های بیمار تصمیمات درمانی خود را می‌گیرند. در ایالات متحده، تقریبا دو‌سوم بزرگسالان و نیمی از کودکان مبتلا به گلودرد بر اساس علائم تشخیص داده شده و آزمایشی را برای وجود GAS جهت تأیید عفونت باکتریایی انجام نمی‌دهند.
آزمایش‌های سریع برای تشخیص GAS (باکتری) یک نتیجه مثبت یا منفی را می‌دهد که اغلب بر اساس تغییر رنگ روی نوار آزمایشی است که سواب گلو (نمونه) روی آن قرار داده می‌شود. نوارهای تست با استفاده از یک واکنش ایمونولوژیک، کربوهیدرات دیواره سلولی را که مخصوص GAS است، تشخیص می‌دهند. آزمایش سریع را می‌توان در کلینیک انجام داد و معمولا ۵ تا ۱۰ دقیقه طول می‌کشد تا نتیجه نهایی را نشان دهد. ویژگی (specificity) اکثر تست‌های سریع تقریبا ۹۵ درصد است، اما حساسیتی (sensitivity) حدود ۸۵ درصد دارند. اگرچه استفاده از آزمایش سریع با کاهش کلی تعداد نسخه‌های آنتی‌بیوتیک مرتبط است، انجام تحقیقات بیشتر برای آگاهی از دیگر پیامدها مانند بی‌خطری آنها، و زمانی که فرد احساس بهتر شدن دارد، ضروری است.
سیستم‌های امتیازدهی بالینی متعددی (ابزار تصمیم‌گیری) نیز برای حمایت از تصمیم‌های بالینی توسعه یافته‌اند. سیستم‌های امتیازدهی که در این زمینه پیشنهاد شده‌اند، عبارتند از Centor's، McIsaac's و feverPAIN. سیستم امتیازدهی بالینی اغلب همراه با آزمایش سریع استفاده می‌شود. این سیستم‌ها از علائم و نشانه‌های مشاهده شده برای تعیین احتمال وجود عفونت باکتریایی بهره می‌برند.

## مدیریت درمانی
گلودرد یا احساس سوزش و خراشیدگی گلو را می‌توان با غرغره کردن محلولی متشکل از یک‌چهارم تا یک‌دوم قاشق چایخوری نمک در یک لیوان ۲۳۰ میلی‌لیتری آب به طور موقت تسکین داد.
داروهای ضد درد مانند داروهای ضد التهابی غیر استروئیدی (NSAIDs) و پاراستامول (استامینوفن) به مدیریت درد کمک می‌کنند. به نظر می‌رسد استفاده از کورتیکواستروئیدها احتمال بهبودی و کاهش درد را اندکی افزایش می‌دهند، اما انجام تجزیه‌وتحلیل بیشتری در این زمینه لازم است تا اطمینان حاصل شود که این حداقل مزیت بر خطرات مصرف آن برتری دارد. آنتی‌بیوتیک‌ها احتمالا درد را کاهش می‌دهند، سردرد را تسکین می‌بخشند و می‌توانند از بروز برخی عوارض گلودرد پیشگیری کنند؛ اما، از آنجایی که این تاثیرات کوچک هستند، باید در مقابل تهدید ایجاد مقاومت ضد میکروبی متعادل شوند. مشخص نیست که مصرف آنتی‌بیوتیک‌ها برای پیشگیری از عود گلودرد مؤثر هستند یا خیر.
یک داستان قدیمی وجود دارد که می‌گوید نوشیدن یک نوشیدنی داغ می‌تواند به برطرف شدن نشانه‌های سرماخوردگی و آنفلوآنزا، از جمله گلودرد، کمک کند، اما شواهد محدودی برای حمایت از این ایده وجود دارد. اگر گلودرد ربطی به سرماخوردگی نداشته باشد و به عنوان مثال ناشی از التهاب لوزه باشد، نوشیدنی سرد ممکن است مفید باشد.
همچنین داروهای دیگری مانند قرص‌های مکیدنی مخصوص وجود دارند که می‌توانند به افراد برای مقابله با گلودرد کمک کنند.
بدون درمان فعال، نشانه‌های بیماری معمولا دو تا هفت روز طول می‌کشند.

## آمار
در ایالات متحده، سالانه حدود ۴/۲ میلیون مراجعه به بخش اورژانس با شکایات مربوط به گلو انجام می‌شود.